# セビロドチザメ
セビロドチザメ（Gogolia filewoodi）はドチザメ科に属するサメの一種。セビロドチザメ属に属する唯一のサメである。

## 分布
西部太平洋、ニューギニア島北部の大陸棚の深海域で採集された、1個体の成熟した雌のみが知られており、この個体をもとに記載された。

## 形態
体は細長く、吻は非常に長く、口前吻長は口幅の1.5倍以上。第一背鰭は非常に大きく、その起底は胸鰭と腹鰭の間を占め尾鰭上葉の長さとほぼ等しい。臀鰭は第二背鰭よりかなり小さく、その基部は第二背鰭の基部よりも後ろにある。歯は薄く、外側に傾き、上顎歯の多くに尖頭がある。体は灰褐色で腹側は白い。記載された個体は全長74cmで2尾の胎児を持っていた。胎生。

## 引用文献と参考文献
1. ↑  Fowler, S.L. (SSG Australia & Oceania Regional Workshop, March 2003). 2003. Gogolia filewoodi. The IUCN Red List of Threatened Species 2003: e.T41813A10568482. doi:10.2305/IUCN.UK.2003.RLTS.T41813A10568482.en Downloaded on 25 July 2016.
2. ↑  Compagno, Leonard JV. (1973). “Gogolia Filewoodi, a New Genus and Species of Shark from New Guinea:(Carcharhiniformes: Triakidae), with a Redefinition of the Family Triakidae and a Key to Triakid Genera”. Proceedings of the California Academy of Sciences.
3. ↑  仲谷一宏 (2016). サメ-海の王者たち-改訂版. ブックマン社. pp. 48より引用

- Froese, Rainer and Pauly, Daniel, eds. (2006). "Gogolia filewoodi" in FishBase. July 2006 version.